# Реал Бетис (баскетбольный клуб)
«Реал Бетис» (исп. Real Betis Baloncesto) — испанский баскетбольный клуб из города Севилья, играющий в Лиге Эндеса. Ранее был известен под спонсорскими названиями «Каха Сан-Фернандо» и «Кахасоль». Домашние игры проводит во дворце Сан-Пабло, вмещающем 7.626 зрителей.

## История
Баскетбольный клуб "Севилья" был основан в 1987 году. В 1989 году команда вышла в высший дивизион чемпионата Испании, откуда "Севилья" никогда в своей истории не вылетала.
В 1996 и 1999 годах клуб становился вице-чемпионом Испании по баскетболу, оба раза в финале уступив "Барселоне".
в 2011 году, в итальянском Тревизо, "Севилья" уступила в финале Еврокубка УЛЕБ, проиграв казанскому УНИКСу со счётом 77-92.

## Спонсорские названия
С 1987 по 2014 год «Севилью» спонсировал банк «Сан Фернандо», переименованный в 2007 году в «Касахоль» и слившийся с «Банка Сивика» годами спустя. С 2016 года спонсором является энергетическая компания «Энергия Плюс».
- «Каха Сан-Фернандо» (1987–2007)
- «Кахасоль» (2007–10)
- «Кахасоль-Банка Сивика» (2010–2011)
- «Банка Сивика» (2011–2012)
- «Кахасоль» (2012–2014)
- БК «Севилья» (2014–2016)
- «Реал Бетис» Энергия Плюс (2016–н.в.)

## Достижения
- Вице-чемпион Испании: 1996, 1999
- Финалист Кубка Короля: 1999
- Финалист Еврокубка: 2011

## Состав команды

### Выведенные номера
9 — Рауль Перес, форвард (1989—1997, 2002—2006)

## Текущий состав
| \| Поз. \| № \| Гражд. \| Имя \| Дата рождения (возраст) \| Рост \| Вес \| Звание \| \| ---- \| -- \| ------ \| ---------------- \| -------------------------- \| ------ \| ------ \| ------ \| \| АЗ \| 5 \| \| Альфонсо Санчес \| 14 февраля 1987 (38 лет) \| 195 см \| 90 кг \| \| \| РЗ \| 13 \| \| Ненад Мильенович \| 8 апреля 1993 (31 год) \| 193 см \| 78 кг \| \| \| ТФ \| 18 \| \| Пьер Ориола \| 25 сентября 1992 (32 года) \| 206 см \| 102 кг \| \| \| АЗ \| 22 \| \| Скотт Бэмфорт \| 12 августа 1989 (35 лет) \| 188 см \| 85 кг \| \| \| ЛФ \| 23 \| \| ЛаДонтэй Хентон \| 6 января 1992 (33 года) \| 198 см \| 98 кг \| \| \| З/Ф \| 41 \| \| Берни Родригес \| 7 июня 1980 (44 года) \| 197 см \| 93 кг \| \| \| Ц \| 44 \| \| Джером Джордан \| 29 сентября 1986 (38 лет) \| 213 см \| 115 кг \| \| | Главный тренер - Жоан Плаза Ассистенты тренера - Хавьер Карраско - Антонио Жарана Легенда - (К) — Капитан команды Последнее изменение: 15 марта 2016 года |              |                  |                            |        |        |        |
| Поз. | № | Гражд.       | Имя              | Дата рождения (возраст)    | Рост   | Вес    | Звание |
| АЗ | 5 | Флаг Испании | Альфонсо Санчес  | 14 февраля 1987 (38 лет)   | 195 см | 90 кг  |        |
| РЗ | 13 | Флаг Сербии  | Ненад Мильенович | 8 апреля 1993 (31 год)     | 193 см | 78 кг  |        |
| ТФ | 18 | Флаг Испании | Пьер Ориола      | 25 сентября 1992 (32 года) | 206 см | 102 кг |        |
| АЗ | 22 | Флаг США     | Скотт Бэмфорт    | 12 августа 1989 (35 лет)   | 188 см | 85 кг  |        |
| ЛФ | 23 | Флаг США     | ЛаДонтэй Хентон  | 6 января 1992 (33 года)    | 198 см | 98 кг  |        |
| З/Ф | 41 | Флаг Испании | Берни Родригес   | 7 июня 1980 (44 года)      | 197 см | 93 кг  |        |
| Ц | 44 | Флаг Ямайки  | Джером Джордан   | 29 сентября 1986 (38 лет)  | 213 см | 115 кг |        |

## Известные игроки
- Боштьян Нахбар
- Томаш Саторанский
- Патрик Фемерлинг
- Михалис Какиузис
- Кристапс Порзингис
- Михал Игнерский
- Душко Саванович
- Пол Дэвис
- Лу Роэ